# Airas Peres Vuitoron
Airas Perez Vuitoron fue un trovador probablemente gallego del siglo XIII.

## Biografía
No se conservan datos biográficos. En un principio se consideró que era de origen portugués en base al contenido de algunas de sus cantigas, sin embargo, Carolina Michaelis ya se inclinaba a su procedencia gallega, apuntando a que podía ser hijo de un vicario general del obispo de Lugo, al igual que António Resende de Oliveira. Puede ser miembro de una familia de la baja nobleza, así Resende de Oliveira apunta a que puede ser hijo Pero Pais "Vultoran" y hermano de Johan Perez "Voytorun", el primero documentado en una donación al monasterio de Vilanova de Dozón. Xabier Ron Fernández sostiene que la familia puede proceder de la localidad de Buitorón que pertenece a Mujía, cerca de Finisterre.
Participó en la guerra entre Sancho II y Alfonso III así como el la reconquista de Sevilla. Se le relaciona con trovadores como: Pero da Ponte, Bernal de Bonaval y Pero García Burgalés, entre otros.

## Obra
Se conservan 12 cantigas, además de otra de dudosa autoría. Todas ellas son cantigas de escarnio y maldecir.